# Ківан Аднан
Аднан Ківан (нар. 1 грудня 1962, Сирія — 27 жовтня 2024, Одеса, Україна) — український мільйонер і бізнесмен арабсько-сирійського походження, власник компанії «KADORR Group», видання «Kyiv Post» та 7 каналу в Одесі. Його коштом побудовано, зокрема, будівлі Арабського культурного центру Одеси та Східного культурного центру. Входив до списку 100 найбагатших українців та 5 найбільших рантьє із статками у $240 млн за оцінкою Forbes.

## Життєпис
Народився 1 грудня 1962 року у впливовій сирійській сім'ї, приїхав до УРСР здобувати вищу освіту. Закінчив Одеський інститут харчових технологій (нині — Одеський національний технологічний університет) і здобув ступінь доктора філософії в Москві.
У 1986 році організував компанію, яка займалася посередництвом у переговорах між СРСР і його арабськими боржниками. За словами Ківана, компанія отримувала 1,5–7 % комісії з кожної угоди з погашення боргу. До 1990 року, за його оцінкою, заробив майже $60 млн.
У 2011 році здав в експлуатацію свій перший збудований об'єкт ЖК «Перлина».
Був власником одеського «7 каналу», де діяло правило: вивіски Kadorr у жодному разі не повинні потрапляти в кадр негативних новин. Основою свого бізнесового успіху Ківан називав чесність, небайдужість і допомогу вищих сил. Мав багаторічний конфлікт з міським головою Одеси Геннадієм Трухановим: міський голова дорікав бізнесмену, що той забудовує зелені зони, прикриваючись рішеннями судів. У відповідь Ківан звинувачував мера в корупції: не може пробачити, що побудовану Kadorr і подаровану місту лікарню швидкої допомоги той передав у приватні руки замість того, щоби використовувати її для обслуговування пацієнтів у період пандемії коронавірусу. На допомогу місту Одесі Ківан закупив 10 апаратів ШВЛ.
У 2018 році придбав «Kyiv Post» у Мохаммада Захура. Цього ж року Ківан заявив про плани інвестувати $400 млн у розвиток сільського господарства, зокрема в побудову елеваторів.
Побудував в місті Одесі 46 житлових комплексів «Перлина», а також житлові комплекси з назвами «Оазис», «Дубаї в Одесі», БЦ «Наполеон», ТЦ «Кадорр», бізнес-центр «Kadorr», бізнес-центр «Французький бульвар», «Kadorr City Mall», торговий центр на Асташкіна, торгову галерею «Kadorr». На ринку його містобудівні проєкти відомі низькою вартістю житлової площі та ігноруванням естетичних норм забудови.
Помер 27 жовтня 2024 року в Одесі. Похований в мусульманському секторі Західного кладовища Одеси.

## Статки
У 2021 році «Forbes» оцінив його статки у $240 млн (42-га найбагатша людина України та найбагатший одесит), а сам бізнесмен оцінював свої статки в $1 млрд.
Родині Аднана належить більше 40 житлових комплексів в Одесі та Києві, частину з яких зведено з порушеннями норм забудови в історичних районах міст. Є п'ятим найбільшим рантьє в Україні.
Працював також в аграрній галузі, володіючи компанією «Зерно Агро».

## Скандали
У 2017 році в офісах компаній Аднана СБУ проводило обшуки через підозри у фінансуванні ДНР та ЛНР. Було знайдено більше 20 млн грн готівкою та більше ста печаток фіктивних підприємств.
8 листопада 2021, після тривалого кофлікту із редакцією, Аднан Ківан повідомив про тимчасове призупинення роботи редакції «Kyiv Post» через перезавантаження медіа, яке триватиме близько місяця. Головний редактор «Kyiv Post» Браян Боннер повідомив, що планує піти зі своєї посади. Більшість старої редакційної команди звільнились та створили нове видання The Kyiv Independent.
Аднан фігурує як власник офшорів у Bahamas Leaks та був близьким соратником Сергія Ківалова.

## Благодійність
У 2016 році разом з Петром Порошенком подарував 7 квартир військовим морякам.
Чималі кошти Аднан Ківан виділяв на допомогу у Сирії для будівництва лікарень і аптек. А одного разу подарував 200 верблюдів бедуїнам Єгипту та Сирії. Це, за його словами, допомогло 200 сім'ям вийти з бідності.

## Особисте життя
Був одруженим, мав трьох дітей.